# هیلگروفن
هیلگروفن (به آلمانی: Hillgroven) یک شهر در آلمان است که در دیمارشن واقع شده‌است. هیلگروفن ۸۳ نفر جمعیت دارد.